# Форталезський метрополітен
Форталезський метрополітен (порт. Metrô de Fortaleza) — система ліній метрополітену в місті Форталеза, Сеара, Бразилія. Система частково складається з перебудованої приміської залізничної лінії, використовується метрова ширина колії.

## Історія
Перші ідеї будівництва метро в місті у міської влади виникли ще наприкінці 1980-х, але планування та пошук джерел фінансування зайняло понад десять років. Будівництво південної лінії почалося у 1999 році, в тому ж році почалися роботи і на підземні ділянці. Через нестачу фінансування роботи були припинені у жовтні 2002 року, поновилися роботи лише у 2005 з фінансовою допомогою федерального уряду. Через постійні проблеми з фінансуванням будівництво і надалі постійно переривалось, через це в цілому будівництво початкової ділянки було завершено лише на початку 2012 року. Рух у тестовому режимі відкрився 15 червня 2012 року. Комерційна експлуатація метрополітену почалася 1 жовтня 2014 року.

### Хронологія розвитку системи
- 15 червня 2012 — в тестовому режимі відкрилась початкова ділянка «Parangaba»—"Carlito Benevides" Південної лінії з 12 станцій.
- 28 вересня 2012 — відкрилась ділянка «Parangaba»—"Benfica" з 3 станцій, з першою в місті підземною станцією (без двох проміжних станцій).
- 24 жовтня 2012 — розширення лінії на 1 підземну станцію «São Benedito».
- 28 липня 2013 — розширення лінії на 2 станції «São Benedito»—"Central-Chico da Silva".
- 15 травня 2017 — на діючій ділянці Південної лінії відкрилась станція «Juscelino Kubitschek».
- 25 липня 2017 — почалась тестова безкоштовна експлуатація Лінії «Parangaba-Mucuripe»

## Лінії
В місті 3 діючіх ліні; Південна лінія — метрополітен, Західна лінія — працює як приміська залізниця, Лінія «Parangaba-Mucuripe» — легке метро.
| №                    | Дата відкриття | Останнє продовження | Кількість станцій | Кінцеві станції                              | Довжина | Кількість підземних станцій |
| -------------------- | -------------- | ------------------- | ----------------- | -------------------------------------------- | ------- | --------------------------- |
| Південна лінія       | 15 червня 2012 | 2017                | 19                | «Central-Chico da Silva»—«Carlito Benevides» | 24,1 км | 4                           |
| Західна лінія        | 2014           | —                   | 10                | «Tirol»—«Caucaia»                            | 19,5    | —                           |
| «Parangaba-Mucuripe» | 25 липня 2017  | —                   | 4                 | «Parangaba»—«Borges de Melo»                 | 5 км    | —                           |

## Розвиток
За проектом в системі передбачається 4 лінії, 52 станції та 69,4 км. Будівництво підземної східної лінії почалося у 2014 році, але через проблеми з фінансуванням дата відкриття невідома.

## Галерея

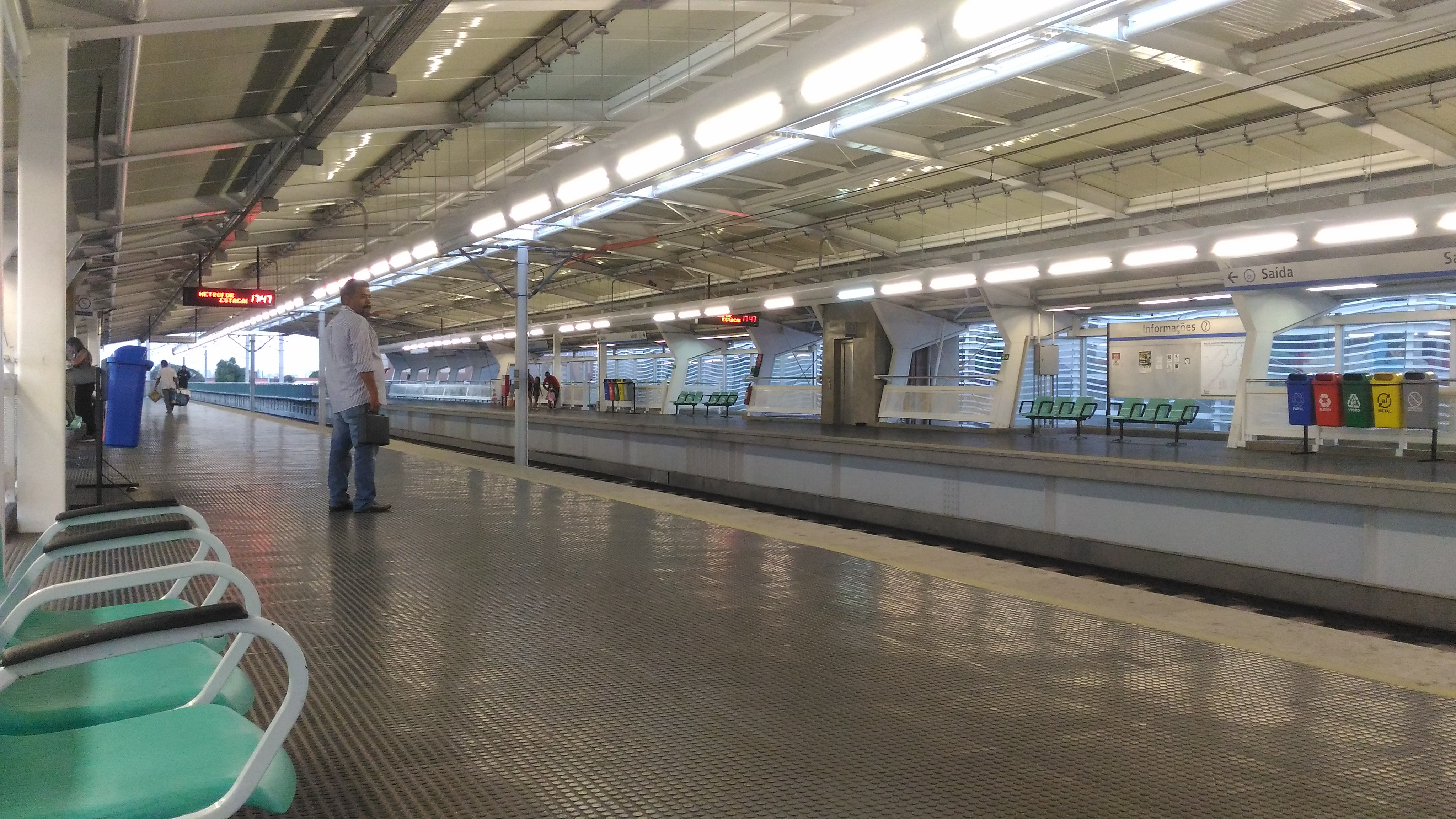
Берегові платформи на станції «Parangaba»
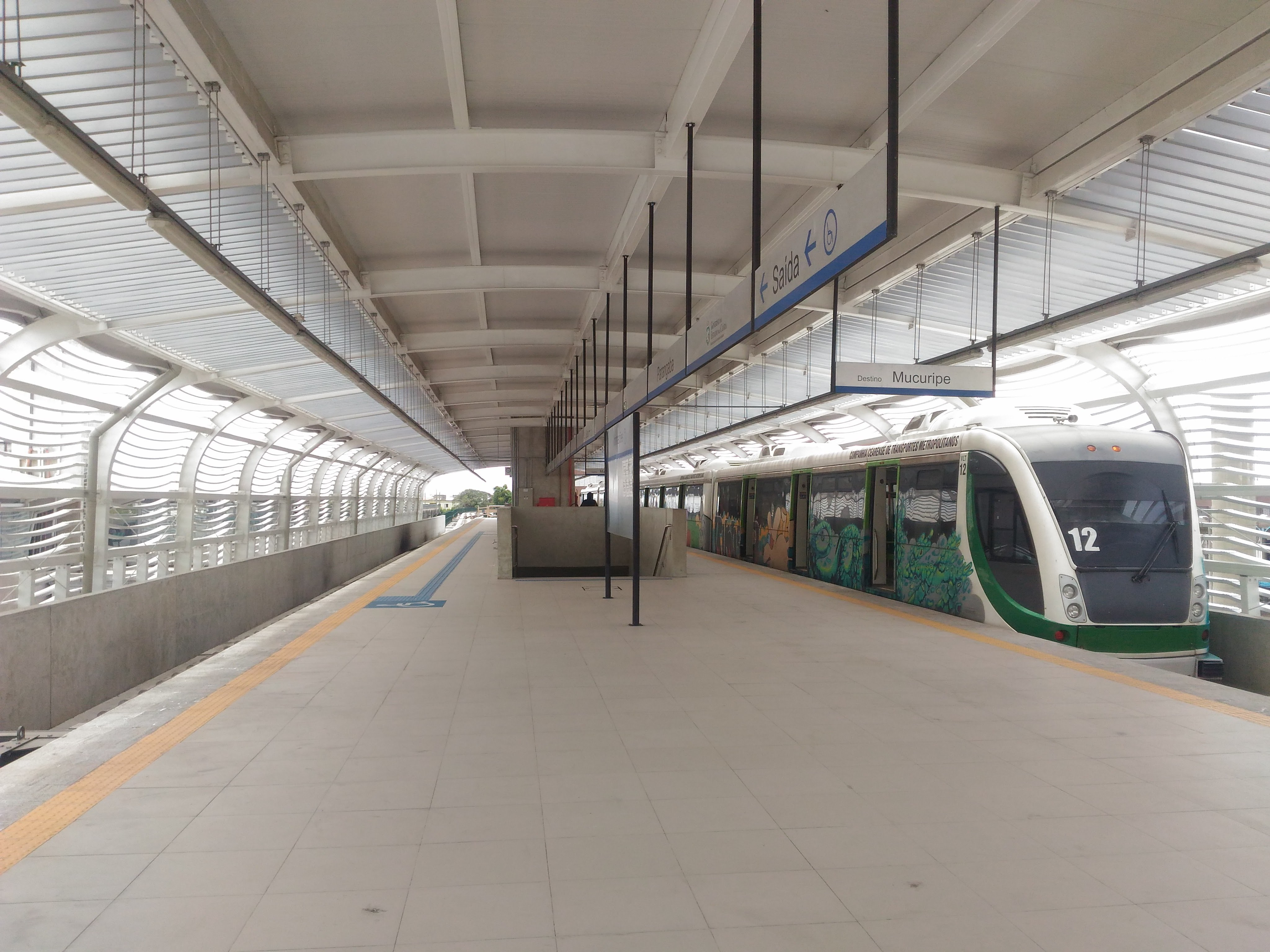
Острівна платформа на станції «Parangaba», лінія «Parangaba-Mucuripe»
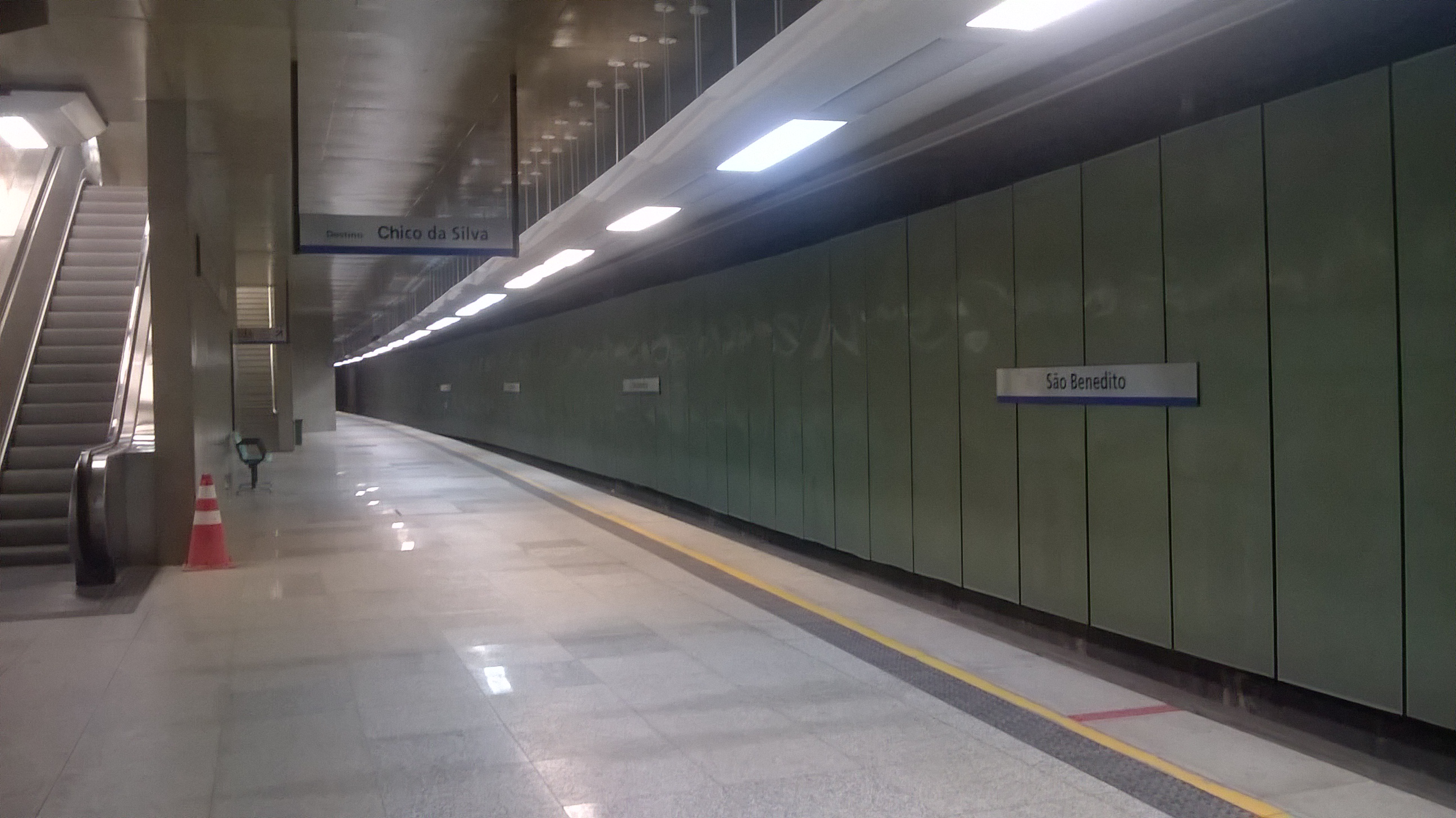
Платформа підземної станції «SãoBenedito»
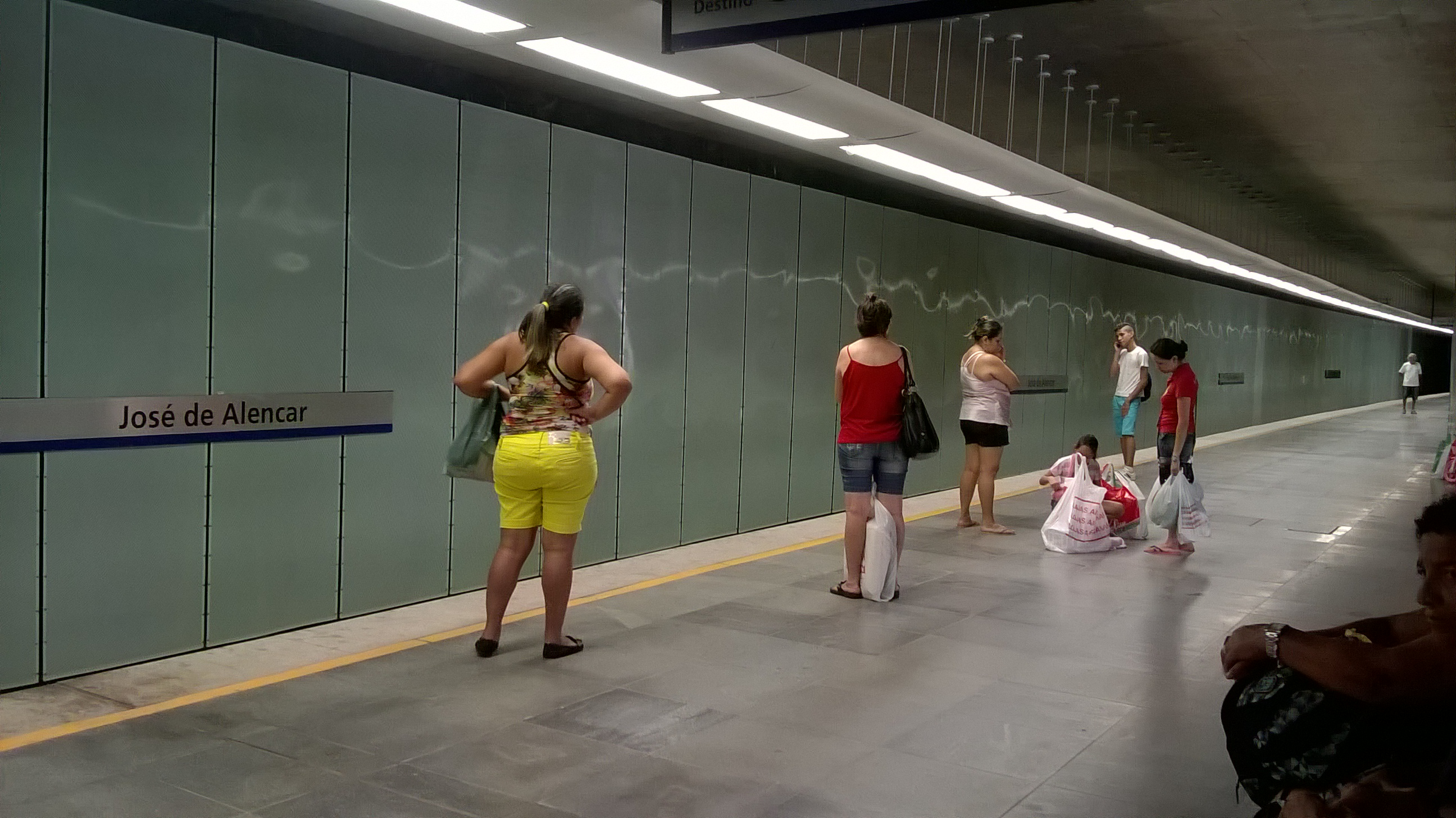
Платформа підземної станції «José de Alencar»